# Włodzimierz Czajkowski
Włodzimierz Kazimierz Czajkowski (ur. 15 stycznia 1936 w Kowalewie Pomorskim, zm. w listopadzie 2020) – polski działacz partyjny i państwowy, menedżer, w latach 1988–1990 wicewojewoda włocławski.

## Życiorys
Syn Kazimierza i Marty. Ukończył Akademię Ekonomiczną w Poznaniu. W 1964 wstąpił do Polskiej Zjednoczonej Partii Robotniczej. Zajmował kierownicze stanowiska w przedsiębiorstwach państwowych, był dyrektorem oddziałów Narodowego Banku Polskiego w Golubiu-Dobrzyniu (1961–1971), Lipnie (1971–1973) oraz Włocławku (1981–1988), a także od 1973 do 1981 szefem Przedsiębiorstwa Budownictwa Rolniczego w Lipnie. Należał do egzekutywy Komitetu Powiatowego PZPR w Lipnie (1973–1975), w 1975 był zastępcą członka Komitetu Miejskiego partii w tym mieście. Zasiadał w Wojewódzkiej Radzie Narodowej w Bydgoszczy, był w niej wiceprzewodniczącym klubu radnych PZPR. Został członkiem Sztabu Miejskiego ORMO. W 1986 znalazł się w Komitecie Wojewódzkim PZPR we Włocławku. Od 12 lipca 1988 do 31 maja 1990 pełnił funkcję wicewojewody włocławskiego. Później zasiadał też m.in. w radzie nadzorczej MPWiK Włocławek. Zmarł w listopadzie 2020 roku, w ostatnich latach życia chorował przewlekle. Był stryjem dr hab. Magdaleny Matei z Uniwersytetu Mikołaja Kopernika w Toruniu.